# Адамівська сільська рада (Віньковецький район)
Ада́мівська сільська́ ра́да — адміністративно-територіальна одиниця та орган місцевого самоврядування в Віньковецькому районі Хмельницької області. Адміністративний центр — село Адамівка.

## Загальні відомості
Адамівська сільська рада утворена в 1921 році.
- Територія ради: 24,595 км²
- Населення ради: 1 176 осіб (станом на 2001 рік)
- Територією ради протікає річка Ушиця

## Населені пункти
Сільській раді були підпорядковані населені пункти:
- с. Адамівка

## Склад ради
Рада складалася з 16 депутатів та голови.
- Голова ради: Яворський Володимир Олексійович
- Секретар ради: Савіцька Лариса Іванівна

### Керівний склад попередніх скликань
| Прізвище, ім'я, по батькові     | Основні відомості                                                             | Дата обрання | Дата звільнення |
| ------------------------------- | ----------------------------------------------------------------------------- | ------------ | --------------- |
| Левицький Микола Григорович     | Сільський голова, 1969 року народження, член Української Народної Партії      | 26.03.2006   | 31.10.2010      |
| Яворський Володимир Олексійович | Сільський голова, 1970 року народження, освіта вища, член партії Єдиний Центр | 31.10.2010   |                 |

Примітка: таблиця складена за даними сайту Верховної Ради України

### Депутати
За результатами місцевих виборів 2010 року депутатами ради стали:

#### За суб'єктами висування
| Суб'єкт висування         | Кількість обраних депутатів | %    |
| ------------------------- | --------------------------- | ---- |
| Партія регіонів           | 6                           | 37,5 |
| Народна партія            | 4                           | 25   |
| Самовисування             | 3                           | 18,8 |
| Українська Народна Партія | 3                           | 18,8 |

#### За округами
| № округу                  | Прізвище, ім'я, по батькові        | Дата визнання обраним | Освіта             | Партійна приналежність           | Відомості про обраного депутата                |
| ------------------------- | ---------------------------------- | --------------------- | ------------------ | -------------------------------- | ---------------------------------------------- |
| Народна Партія            |                                    |                       |                    |                                  |                                                |
| 3                         | Чайка Микола Петрович              | 04.11.2010            | середня спеціальна | позапартійний                    | фермерське господарство «Краєвид», механізатор |
| 4                         | Будніцький Петро Павлович          | 04.11.2010            | середня спеціальна | позапартійний                    | фермерське господарство «Краєвид», шофер       |
| 10                        | Решетник Юрій Станіславович        | 04.11.2010            | середня спеціальна | позапартійний                    | приватний підприємець                          |
| 15                        | Левицький Сергій Петрович          | 04.11.2010            | середня спеціальна | позапартійний                    | фермерське господарство «Краєвид», механізатор |
| Партія регіонів           |                                    |                       |                    |                                  |                                                |
| 1                         | Каспрук Руслан Іванович            | 04.11.2010            | вища               | член Партії регіонів             | фермерське господарство «Берегиня», працівник  |
| 5                         | Плескань Галина Олександрівна      | 04.11.2010            | середня спеціальна | член Партії регіонів             | тимчасово не працює                            |
| 6                         | Волянський Олександр Володимирович | 04.11.2010            | середня            | член Партії регіонів             | пенсіонер                                      |
| 8                         | Савіцька Емілія Василівна          | 04.11.2010            | вища               | позапартійна                     | Адамівська сільська рада, головний бухгалтер   |
| 11                        | Гавринтюк Євдокія Григорівна       | 04.11.2010            | середня            | член Партії регіонів             | магазин с. Адамівка, продавець                 |
| 12                        | Савіцька Лариса Іванівна           | 04.11.2010            | вища               | член Партії регіонів             | Адамівська сільська рада, секретар             |
| Українська Народна Партія |                                    |                       |                    |                                  |                                                |
| 2                         | Левицький Микола Григорович        | 04.11.2010            | середня спеціальна | член Української Народної Партії | тимчасово не працює                            |
| 9                         | Решетник Галина Петрівна           | 04.11.2010            | середня спеціальна | позапартійна                     | Адамівське поштове відділення, начальник       |
| 16                        | Зозуляк Тетяна Михайлівна          | 04.11.2010            | середня спеціальна | позапартійна                     | приватний підприємець                          |
| Самовисування             |                                    |                       |                    |                                  |                                                |
| 7                         | Щебетюк Василь Павлович            | 04.11.2010            | середня спеціальна | позапартійний                    | фермерське господарство «Краєвид», працівник   |
| 13                        | Савіцький Віктор Степанович        | 04.11.2010            | вища               | позапартійний                    | фермерське господарство «Наталі», директор     |
| 14                        | Дудник Віктор Іванович             | 04.11.2010            | середня спеціальна | позапартійний                    | приватний підприємець                          |